# Hugo Oliveira
Hugo Daniel Matos de Oliveira (1 de março de 1982) é um deputado e político português. Ele é deputado à Assembleia da República na XIV legislatura pelo Partido Socialista. Antes de ser deputado era operário fabril.